# إليزابيث سترونغ ورثينجتون
إليزابيث سترونغ ورثينجتون (بالإنجليزية: Elizabeth Strong Worthington)‏ هي كاتِبة أمريكية، ولدت في 5 أكتوبر 1851 في راتشفيل في الولايات المتحدة، وتوفيت في 2 أكتوبر 1916 في لوس أنجلوس في الولايات المتحدة.